# Club Deportivo Brujas de Salamanca
El Club Deportivo Brujas de Salamanca  es un club de fútbol de Chile, con sede en la ciudad de Salamanca, Región de Coquimbo. Fue fundado el 24 de enero de 2015 y juega en la Segunda División Profesional.

## Historia
El club nace el 2015 por iniciativa del entonces alcalde Gerardo Rojas, en conjunto con el Jefe de la Oficina del Deporte, Alex Muñoz, que buscaban que se abriera una oportunidad para muchos jóvenes de Salamanca en el fútbol, y debido a que hasta la fecha no había participación de ningún club de la ciudad en las categorías de la Tercera División A y Tercera División B.
Es así como un 31 de mayo de 2015, la comuna de Salamanca ingresó al Campeonato de la Tercera División B 2015 bajo el nombre de Club Municipal Salamanca, debido al apoyo de la Municipalidad de la ciudad.

### Tercera División B de Chile (2015-16)
En su temporada inaugural el club se posiciona en la cuarta posición del Grupo Norte con 42 puntos, quedando dos puestos debajo de la clasificación a la Liguilla de Ascenso.
Para el 2016 el club queda en la 2da posición del Grupo Centro-Norte con 54 puntos, quedando debajo de Provincial Ovalle, y clasificar a la Liguilla Final. En la Liguilla, el club logra ascender a la Tercera División A, después de quedar en segunda posición, el club perdió el campeonato debido a la diferencia de goles que tuvo con el primero (Provincial Ovalle).

### Tercera División A de Chile (2017-2024)
Desde el 2017 hasta la actualidad, el club ha participado en la Tercera División A, en la cual ha dado un buen rendimiento, quedando en los puestos altos de la tabla, pero no pudiendo clasificar a la Liguilla de Ascenso. 
Para la temporada 2018, el club terminó en la sexta ubicación de la Tercera División A, repitiendo misma posición para la siguiente temporada. Durante la temporada 2020, debido a la Pandemia de COVID-19 el equipo se restó de la competición, regresando para 2021, quedando en penúltima posición del grupo norte, solo salvado del descenso por la mala campaña de Deportes Vallenar.
Luego de no clasificar al octogonal final en el año 2022, para la temporada 2023 se salvó de regresar a la Tercera B, tras terminar primero en el grupo norte de la Permanencia 2023, de la mano de Jeremías Viale. Para la temporada 2024, de la mano del mismo entrenador, tuvo una gran campaña, teniendo como figura destacada al arquero Julio Bórquez.En junio enfrentaron como locales a Coquimbo Unido en partido válido por la Copa Chile 2024, quedando eliminados por penales ante el equipo de la Primera División de Chile. El 21 de octubre enfrentó como local a Deportes Valdivia logrando un agónico empate a un gol, que sumado a los otros resultados en otros partidos, lo dejó matemáticamente como ascendido a la Segunda División Profesional, por primera vez en su historia.En la última fecha, enfrentó como visitante a Santiago City, para determinar el campeón de la categoría, siendo derrotado por 2-1 y logrando ambos cuadros el ascenso al profesionalismo.

## Estadio
El Estadio Municipal de Salamanca es el principal estadio de fútbol de la ciudad Salamanca. Actualmente cuenta con una capacidad cercana a los 3.000 espectadores. Ubicado en José Manuel Infante altura 486, con Matilde Salamanca.

## Uniforme
- Uniforme titular: Camiseta blanca, pantalón blanco, medias verdes.
- Uniforme alternativo: Camiseta verde, pantalón verde, medias verdes.

### Equipamiento
| Período   | Proveedor |
| --------- | --------- |
| 2015-2016 | Dalponte  |
| 2017-2019 | Ocapa     |
| 2021-2022 | JCQ       |
| 2023-2024 | Givova    |
| 2025-     | Vandix    |

| Período   | Auspiciador                |
| --------- | -------------------------- |
| 2016-2017 | Municipalidad de Salamanca |
| 2018-2019 | CMD                        |
| 2021-2022 | CMD                        |
| 2023      | Municipalidad de Salamanca |
| 2024      | Paferco                    |
| 2025-     | Los Pelambres              |

## Datos del club
- Temporadas en Segunda División Profesional: 1 (2025- )
- Temporadas en Tercera División A: 7 (2017-2024)
- Temporadas en Tercera División B: 2 (2015-2016)

## Jugadores

### Plantilla 2025
- Por disposición de la ANFP, los equipos chilenos en la Segunda División Profesional están limitados a tener en su plantel un máximo de tres futbolistas extranjeros, excluidos aquellos registrados en el Fútbol Formativo.
- Por disposición de la ANFP, el número de las camisetas no puede sobrepasar al número de jugadores inscritos.
- Por disposición de la ANFP el plantel debe utilizar al menos 1638 minutos a juveniles chilenos (nac. 1 de enero de 2003).

### Altas 2025
| Jugador           | Posición      | Procedencia        | Tipo     |
| ----------------- | ------------- | ------------------ | -------- |
| Matías Olguín     | Portero       | Santiago Morning   | Libre    |
| Joshua Tapia      | Portero       | Unión La Calera    | Libre    |
| Diego Lara        | Portero       | Buenos Aires       | Libre    |
| Cristián Dubó     | Defensa       | Unión San Felipe   | Libre    |
| Marcel Cortéz     | Defensa       | San Antonio Unido  | Libre    |
| Nozomi Kimura     | Defensa       | Fernández Vial     | Libre    |
| César Molina      | Defensa       | Agente libre       | Libre    |
| Manuel Cortés     | Defensa       | Chimbarongo        | Libre    |
| Cristóbal Huerta  | Defensa       | Curicó Unido       | Libre    |
| Mauro Tapia       | Defensa       | San Luis           | Libre    |
| Diego Salvia      | Defensa       | Real San Joaquín   | Libre    |
| Lukas Neculhueque | Defensa       | Deportes Temuco    | Préstamo |
| Juan Pablo Miño   | Mediocampista | Unión San Felipe   | Libre    |
| Camilo Vilches    | Mediocampista | San Marcos         | Libre    |
| Gerard Collao     | Mediocampista | Real San Joaquín   | Libre    |
| Diego González    | Mediocampista | Deportes Linares   | Libre    |
| Kennan Sepúlveda  | Delantero     | San Luis           | Libre    |
| Matías Zamora     | Delantero     | San Marcos         | Libre    |
| Carlos Vásquez    | Delantero     | Deportes La Serena | Préstamo |
| Felipe Escobar    | Delantero     | Deportes Linares   | Libre    |

### Bajas 2025
| Jugador             | Posición      | Destino            | Tipo  |
| ------------------- | ------------- | ------------------ | ----- |
| Julio Bórquez       | Portero       | Atlético Colina    | Libre |
| Ángelo Saldivia     | Portero       | Municipal Paillaco | Libre |
| Jeremy Orellana     | Defensa       | Colchagua          | Libre |
| Yerson Pujado       | Defensa       | Bandera de ?       | Libre |
| Javier Sotomayor    | Defensa       | Lota Schwager      | Libre |
| Janson Garrido      | Defensa       | Atlético Colina    | Libre |
| Ivo Fernández       | Defensa       | Bandera de ?       | Libre |
| César Yáñez         | Defensa       | Naval de Carelmapu | Libre |
| Osvaldo Carrasco    | Mediocampista | Bandera de ?       | Libre |
| Jeremy Astudillo    | Mediocampista | Bandera de ?       | Libre |
| Sebastián Hernández | Mediocampista | Bandera de ?       | Libre |
| Javier Santander    | Mediocampista | Bandera de ?       | Libre |
| Cristofher Zamora   | Delantero     | Lota Schwager      | Libre |
| Leandro Espinoza    | Delantero     | Imperial Unido     | Libre |
| Damián Moreno       | Delantero     | Bandera de ?       | Libre |
| Jesús Gaete         | Delantero     | Bandera de ?       | Libre |
| Matías Urizar       | Delantero     | Bandera de ?       | Libre |
| Luis Maureira       | Delantero     | Bandera de ?       | Libre |
| Felipe Díaz         | Delantero     | Bandera de ?       | Libre |
| Benjamín Cisternas  | Delantero     | Bandera de ?       | Libre |
| Álvaro Narbona      | Delantero     | Bandera de ?       | Libre |
| Nathanael Tapia     | Delantero     | Bandera de ?       | Libre |

## Entrenadores

### Cronología
Los entrenadores interinos aparecen en cursiva.
- Osvaldo Hurtado (2015)
- Manuel Rodríguez Vega (2016)
- Francisco Uribe (2017)
- Juan Pizarro (2018-2019)
- Alejandro Pérez (2021)
- Juan Pizarro (2022)
- José Durán (2023)
- Jeremías Viale (2023-)

## Palmarés

### Torneos nacionales
- Subcampeón de la Tercera División A de Chile (1): 2024
- Subcampeón de la Tercera División B de Chile (1): 2016